# I blodet
Pour plus de détails, voir Fiche technique et Distribution.
I blodet (In the Blood) est un film dramatique danois écrit et réalisé par Rasmus Heisterberg et sorti en 2016.

## Fiche technique
- Titre original : I blodet
- Titre français : I blodet
- Réalisation : Rasmus Heisterberg
- Scénario : Rasmus Heisterberg
- Photographie : Niels Thastum
- Montage : Rasmus Stensgaard Madsen
- Musique : Rasmus Stensgaard Madsen, Jóhann Jóhannsson
- Pays d'origine : Danemark
- Langue originale : danois
- Format : couleur
- Genre : dramatique
- Durée : 114 minutes
- Dates de sortie :
  - Canada : 10 septembre 2016 (Festival international du film de Toronto)

## Distribution
- Kristoffer Bech : Simon
- Elliott Crosset Hove : Knud
- Victoria Carmen Sonne : Emilie
- Aske Bang : Søren
- Mads Reuther : Esben
- Esben Dalgaard Andersen : Rune (as Esben Dalgaard)
- Lea Gregersen : Mia
- Pernille Holst : Sørens mor
- Trine Runge : Overlæge
- Julie Andresen : Cecilie
- Louise Katrine Bartholin : Festdeltager
- Gerard Bidstrup : Kirurg
- Zinnini Elkington : Katrine
- Aske Kildegaard : August
- Sophie Killeen : Medicinstuderende
- Rikke Lylloff : Karen
- Caroline Lüthje : Charlotte
- Anne Plauborg : Louise
- David Péronard : Anders
- Nanna Skaarup Voss : Sara

## Prix et récompenses
- 2017 : Bodil[1],[2] :
  - Bodil du meilleur film danois pour Rasmus Heisterberg
  - Bodil de la meilleure actrice dans un second rôle pour Victoria Carmen Sonne
  - Nomination au Bodil du meilleur acteur dans un second rôle pour Elliott Crosset Hove